# Antonio Fassina
Antonio "Tony" Fassina (Valdobbiadene, 26 juli 1945) is een Italiaans voormalig rallyrijder.

## Carrière
Antonio Fassina, bijgenaamd 'Tony', maakte in 1970 zijn debuut in de rallysport. In 1976 greep hij met een Lancia Stratos voor het eerst naar de titel in het Italiaans rallykampioenschap en herhaalde dit resultaat in 1979 en 1981, in het laatstgenoemde jaar inmiddels achter het stuur van de Opel Ascona 400, waarmee hij tevens in 1982 ook naar de titel greep in het Europees kampioenschap rally. Fassina boekte daarnaast ook succes in het wereldkampioenschap rally, met drie podium resultaten in de WK-ronde in eigen land, waaronder een populaire overwinning tijdens de rally van San Remo in 1979 met een Jolly Club-ingeschreven Stratos.
Fassina richtte in 1982 de Gruppo Fassina S.p.A. (Fassina Groep) op, een autohandel met uitvalsbasis in Milaan. Hierdoor beëindigde hij midden jaren tachtig zijn activiteiten als rallyrijder. Tegenwoordig neemt hij zo nu en dan deel aan historische rally's in Italië.

## Complete resultaten in het wereldkampioenschap rally
| Seizoen | Inschrijving          | Auto              | 1   | 2   | 3   | 4   | 5   | 6   | 7   | 8     | 9       | 10    | 11  | 12  | Pos. | Punten |
| ------- | --------------------- | ----------------- | --- | --- | --- | --- | --- | --- | --- | ----- | ------- | ----- | --- | --- | ---- | ------ |
| 1976    | Antonio Fassina       | Lancia Stratos HF | MON | ZWE | POR | KEN | GRI | MAR | FIN | ITA 4 | FRA     | GBR   |     |     | N/A  | N/A    |
| 1977    | Antonio Fassina       | Lancia Stratos HF | MON | ZWE | POR | KEN | NZL | GRI | FIN | CAN   | ITA 3   | FRA   | GBR |     | N/A  | N/A    |
| 1979    | Jolly Club            | Lancia Stratos HF | MON | ZWE | POR | KEN | GRI | NZL | FIN | CAN   | ITA 1   | FRA   | GBR | IVK | 10   | 20     |
| 1980    | Conrero               | Opel Ascona 400   | MON | ZWE | POR | KEN | GRI | ARG | FIN | NZL   | ITA DNF | FRA   | GBR | IVK | –    | 0      |
| 1981    | Conrero Squadra Corse | Opel Ascona 400   | MON | ZWE | POR | KEN | FRA | GRI | ARG | BRA   | FIN     | ITA 3 | IVK | GBR | 20   | 12     |

Noot:
- Het concept van het wereldkampioenschap rally tussen 1973 en 1976 hield in dat er enkel een kampioenschap open stond voor constructeurs.
- In 1977 en 1978 werd de FIA Cup for Drivers georganiseerd. Hierin meegerekend alle WK-evenementen, plus tien evenementen buiten het WK om.

#### Overwinningen
| # | Seizoen | Rally              | Navigator     | Auto              |
| - | ------- | ------------------ | ------------- | ----------------- |
| 1 | 1979    | 21º Rallye Sanremo | Mauro Mannini | Lancia Stratos HF |